# Phalaenopsis 'Misty Green'
Phalaenopsis 'Misty Green' est un cultivar hybride artificiel d'orchidées, du genre Phalaenopsis obtenu par Joseph Redlinger en 1981.

## Parenté
Phal. 'Misty Green' = Phalaenopsis 'Barbara Moler' × Phalaenopsis 'Bamboo Baby'.

## Descendance
Phalaenopsis 'Golden Peoker' = Phal. 'Misty Green' × Phalaenopsis 'Liu Tuen-Shen'.